# India en los Juegos Paralímpicos de Seúl 1988
India estuvo representada en los Juegos Paralímpicos de Seúl 1988 por dos deportistas, un hombre y una mujer. El equipo paralímpico indio no obtuvo ninguna medalla en estos Juegos.